# 1 E5 s
- 105 s 미만
- 105 초 = 1 일 3 시간 46 분 40 초
- 604,800 초 -- 1 주
- 106 s 이상